# NGC 3123
NGC 3123 is een ster in het sterrenbeeld Sextant. Het hemelobject werd op 31 maart 1859 ontdekt door de Amerikaanse astronoom Phillip Sidney Coolidge (1830-1863).